# Водоспад «Чорнопотоцький»
Водоспа́д «Чорнопото́цький» — геологічна пам'ятка природи місцевого значення в Україні. Розташована в межах Заставнівського району Чернівецької області, в селі Чорний Потік. 
Площа 0,1 га. Статус надано згідно з рішенням облвиконкому від 17.03.1992 року № 72. Перебуває у віданні: Чорнопотіцька сільська рада. 
Статус надано для збереження мальовничого водоспаду на річці Чорний Потік (притока Онуту) з цікавою геологічною будовою. 